# Liste der iranischen Botschafter in Afghanistan
Liste der persischen und iranischen Botschafter in Afghanistan.
| Ernannt / Akkreditiert | Name                                            | Bemerkungen                               | ernannt während der Regierung von | akkreditiert während der Regierung | Posten verlassen      |
| ---------------------- | ----------------------------------------------- | ----------------------------------------- | --------------------------------- | ---------------------------------- | --------------------- |
| 1919                   | Nasrullah Ihtila ul-Mulk Khalat Bari            | auch Nasr Allah Ihtila ul-Mulk Khalatbari | Ahmad Schah Kadschar              | Amanullah Khan                     |                       |
| 1926                   | Sayyid Mahdi Farrukh                            | [ 1 ]                                     | Reza Schah Pahlavi                | Amanullah Khan                     |                       |
| 1927                   | Hajji Mirza cAbd al-Muhammad Mu^addib al-Sultan |                                           | Reza Schah Pahlavi                | Amanullah Khan                     |                       |
| 1928                   | Ihtila ul-Mulk Khalat Bari                      |                                           | Reza Schah Pahlavi                | Amanullah Khan                     |                       |
| 1932                   | Muhammad Taghi Isfandyari Muntkhab ul-Mulk      | [ 2 ]                                     | Reza Schah Pahlavi                | Mohammed Nadir Schah               | 1935                  |
| 1934                   | Ali Akbar Khan Bahman                           | [ 3 ]                                     | Reza Schah Pahlavi                | Mohammed Sahir Schah               |                       |
| 1938                   | Baghir Kazimi                                   |                                           | Reza Schah Pahlavi                | Mohammed Sahir Schah               |                       |
| 1938                   | Mahmoud Salahi                                  |                                           | Reza Schah Pahlavi                | Mohammed Sahir Schah               |                       |
| 1939                   | Ali Shaili                                      |                                           | Reza Schah Pahlavi                | Mohammed Sahir Schah               |                       |
| 1940                   | Husain Samivi Adib ul-Sultana                   |                                           | Reza Schah Pahlavi                | Mohammed Sahir Schah               |                       |
| 1943                   | Abu Kaism Najim                                 |                                           | Mohammad Reza Pahlavi             | Mohammed Sahir Schah               |                       |
| 1945                   | Hasan Ali Kamal Hidayat Nasr ul-Mulk            |                                           | Mohammad Reza Pahlavi             | Mohammed Sahir Schah               |                       |
| 1949                   | Abdul Husain Masud Ansari                       |                                           | Mohammad Reza Pahlavi             | Mohammed Sahir Schah               |                       |
| 1952                   | Mahmud Salahi                                   |                                           | Mohammad Reza Pahlavi             | Mohammed Sahir Schah               |                       |
| 1955                   | Mohammad Shayesteh                              |                                           | Mohammad Reza Pahlavi             | Mohammed Sahir Schah               | Mohammad Reza Pahlavi |
| 1959                   | Abdul Amir Rashidi Hairi                        |                                           | Mohammad Reza Pahlavi             | Mohammed Sahir Schah               | Mohammad Reza Pahlavi |
| 1961                   | Muhammad Zulfiqari                              |                                           | Mohammad Reza Pahlavi             | Mohammed Sahir Schah               | Mohammad Reza Pahlavi |
| 1966                   | Mahmud Furughi                                  | auch Mahmud Foroughi                      | Mohammad Reza Pahlavi             | Mohammed Sahir Schah               | Mohammad Reza Pahlavi |
| 1971                   | Jahangir Tafzuli                                |                                           | Mohammad Reza Pahlavi             | Mohammed Sahir Schah               | Mohammad Reza Pahlavi |
| 1974                   | Husain Davudi                                   |                                           | Mohammad Reza Pahlavi             | Mohammed Sahir Schah               | 1979                  |
| 1998                   | Mohammad Ebrahim Taherian-Fard                  | [ 4 ]                                     | Mohammad Chatami                  | Burhanuddin Rabbani                | 2004                  |
| 2010                   | Feda Mohammad Hussain Maliki                    | [ 5 ]                                     | Mahmud Ahmadinedschad             | Hamid Karzai                       | 2012                  |
| 8. Mai 2012            | Abolfazl Zohrevand                              |                                           | Mahmud Ahmadinedschad             | Hamid Karzai                       | 2013                  |
| 1. Nov. 2013           | Mohammad Reza Bahrami                           |                                           | Hassan Rouhani                    | Hamid Karzai                       |                       |